# Arkansas
Pour les articles homonymes, voir Arkansas (homonymie).
L'Arkansas (prononcé : /aʁ.kɑ̃(n).sa(s)/), les Arkansas (/aʁ.kɑ̃.sa/), ou simplement les Arcs (/ɑɹk/), (prononcé en anglais : /ˈɑ:ɹkənsɔː/), est un État du Sud des États-Unis. 
Sa capitale et plus grande ville est Little Rock, située au centre du territoire. Avec une population de 2 915 918 habitants en 2010, estimée à 3 067 732 habitants en 2023, sur une superficie de 137 732 km2, l'État est le 33e plus peuplé et le 29e plus vaste du pays. L'Arkansas est entouré par six États : l'Oklahoma à l'ouest, le Missouri au nord, le Tennessee et le Mississippi à l'est, le Texas au sud-ouest et la Louisiane au sud. Il est divisé en 75 comtés. Surnommé The Natural State (« l'État naturel »), il présente des paysages variés : des chaînes montagneuses telles que les monts Ozarks ou les montagnes Ouachita ; au sud, des forêts denses nommées Timberlands de l'Arkansas (en) ; à l'est, les plaines du Mississippi et du delta de l'Arkansas (en).
Le nom de l'État provient du nom de la langue Sioux et désigne les Indiens Quapaw. Il forme un territoire dès 1819 et est admis dans l'Union le 15 juin 1836, dont il devient le 25e État. Esclavagiste, il repose sur l'économie de plantation (coton, riz) et se joint aux États confédérés durant la guerre de Sécession (1861-1865). Après avoir réintégré l'Union, l'Arkansas connaît une crise due à l'effondrement des structures économiques et sociales antérieures. Les intérêts des Blancs ruraux dominent la vie politique locale jusqu'au mouvement des droits civiques, au milieu du XXe siècle. L'État demeure ségrégationniste jusqu'à la fin des années 1960. Il est aujourd'hui un territoire populaire, conservateur, dont l'ancrage républicain se confirme depuis les années 2000. Néanmoins, l'État demeure de tradition démocrate au niveau local et beaucoup d'électeurs se considèrent toujours Dixiecrats. La tradition conservatrice de cet État s'illustre par l'application de la peine de mort par injection létale et l'interdiction du mariage homosexuel à la suite d'un référendum, ainsi qu’en 2021 le vote de l’interdiction d’avortement même en cas de viol ou d’inceste.
L'Arkansas demeure un État à dominante agricole. En plus des plantations traditionnelles, il produit du soja, et tend à se spécialiser dans l'arboriculture et l'élevage de poulets. Les ressources en hydrocarbures ont également permis une industrialisation durant l'après-guerre, avec la création de papeteries, de scieries, d'usines métallurgiques (aluminium) et textiles. Durant les dernières décennies, l'Arkansas voit son économie se diversifier dans les services, accueillant des sièges sociaux de grandes entreprises (Walmart, Tyson Foods), ainsi que des aciéries et des constructeurs aéronautiques. En outre, des personnalités comme le sénateur J. William Fulbright, le chanteur de country Johnny Cash ou l'ancien président Bill Clinton en sont originaires.

## Origine du nom
Le nom Arkansas est l'interprétation française du mot sioux acansa, qui signifie « lieu en aval ». En français louisianais, l'État est appelé les Arcs, dénomination qui serait à l'origine du nom des monts Ozarks (« aux Arcs ») et d'un certain nombre de toponymes locaux (Des Arc, Bayou Des Arc).
C'est l'origine française du mot qui fait que le « s » final, indicatif du pluriel ne se prononce pas.
Le nom des Arkansas a un lien étymologique avec le nom de l'État du Kansas (pour lequel le « s » final se prononce) : ils proviennent de la même racine, kká:ze, un terme sioux faisant référence aux membres de la branche Dhegiha de la famille sioux,.

## Géographie

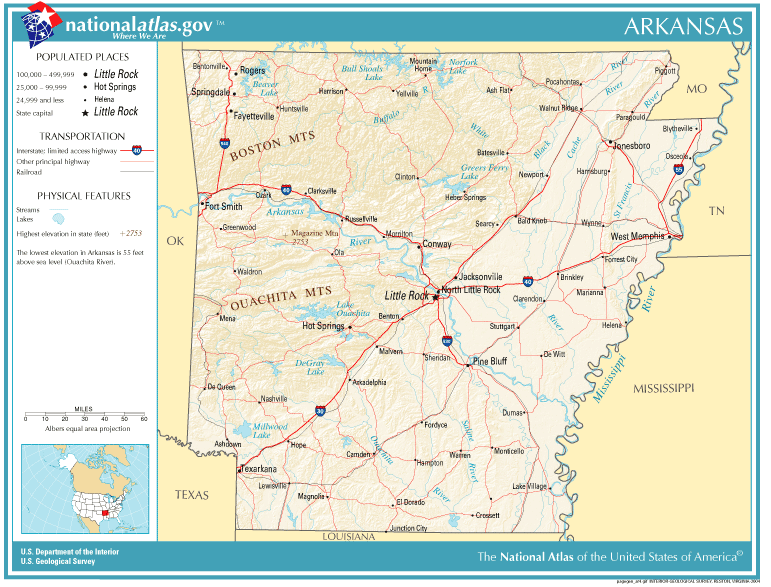
Carte de l'Arkansas.

État du Sud des États-Unis, il a une superficie de 137 754 km2 pour une population de 2 915 918 habitants au recensement de 2010 (33e État sur 50). La rivière Arkansas, un affluent du Mississippi, traverse l'État d'ouest en est, séparant les différentes régions. Ses paysages sont diversifiés : au nord-ouest se trouvent les monts Boston (en) et les monts Ozarks, au sud les montagnes Ouachita, tandis que le reste de l'État est composé de terres basses fertiles qui servent à l'agriculture.

### Frontières
L'Arkansas est frontalier du Missouri au nord, du Tennessee au nord-est, le Mississippi à l'est, de la Louisiane au sud, du Texas, au sud-ouest et de l'Oklahoma à l'ouest. Le fleuve Mississippi marque la frontière Est de l'État sauf au nord-est, dans les comtés de Clay et de Greene où c'est la rivière Saint Francis qui forme la frontière, à l'ouest du Missouri Bootheel. Pour le Mississippi, la frontière suit le cours que le fleuve avait en 1836, la frontière ne suit donc pas exactement son cours actuel, avec l'évolution naturelle de ses méandres ou parce qu'il a été redressé par endroits par l'homme.

### Villes
Little Rock est la capitale et plus grande ville de l'État (193 000 habitants en 2010) et son aire urbaine, appelée Central Arkansas (en), est la principale aire urbaine de l'État avec 735 000 habitants en 2016. La seconde est Northwest Arkansas (en) (NWA) dont les villes de Fayetteville, Springdale, Rogers et Bentonville, respectivement la troisième, quatrième, huitième et dixième plus grandes villes de l'Arkansas.

### Principaux cours d'eau
- Le fleuve Mississippi et ses affluents :
  - la rivière Red, au sud-ouest de l'État ;
    - la rivière Ouachita, dont le bassin couvre la majeure partie du sud de l'État ;

  - la rivière Arkansas, au centre de l'État auquel elle a donné son nom ;
  - la rivière White, dont le bassin couvre la partie nord de l'État ;
  - la rivière Saint Francis, formant une petite partie de la frontière entre l'Arkansas et le Missouri.

### Climat
Le climat de l'Arkansas est subtropical humide, avec des hivers plutôt doux mais ponctués parfois de vagues de froid et des étés chauds et humides.

### Aires protégées
L'Arkansas contient plusieurs régions protégées par le National Park System, dont :
- le Poste Arkansas à Gillett ;
- la Buffalo National River ;
- Fort Smith National Historic Site ;
- Parc national de Hot Springs ;
- Little Rock Central High School National Historic Site ;
- Pea Ridge National Military Park.

La Piste des Larmes traverse aussi l'État.

## Histoire

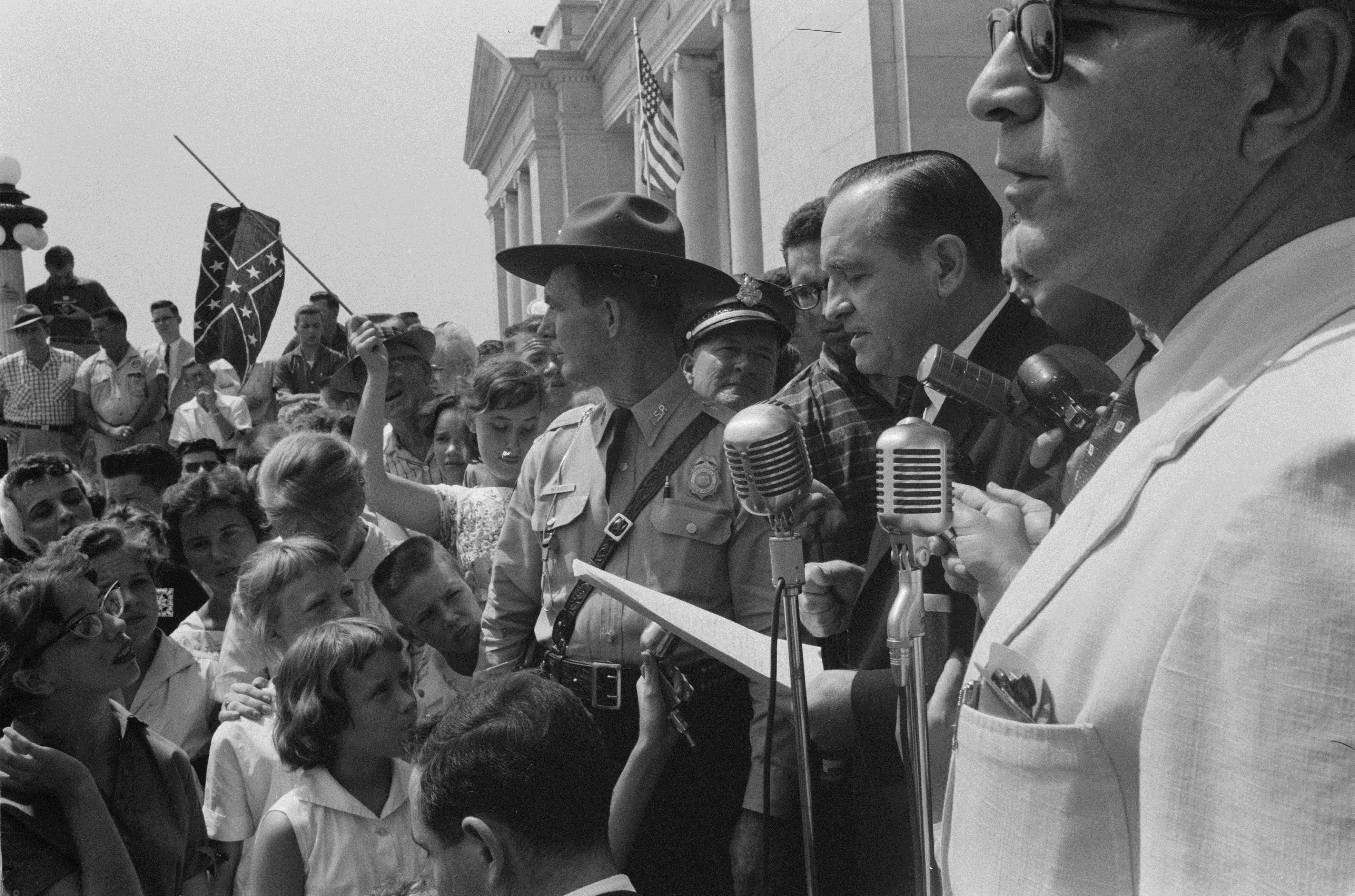
Manifestations des partisans de la ségrégation raciale à Little Rock en 1959, à l'écoute d'un discours du gouverneur Orval Faubus protestant contre l'intégration de neuf élèves noirs au lycée central de la ville.

Le nom de l'État vient de la tribu amérindienne des Arkansas (ou Quapaws).
Pendant trente-sept ans, l'Arkansas a été sous domination espagnole puisqu'en 1763, après la guerre de Sept Ans, la France a cédé la Louisiane (et donc ce territoire) à l'Espagne. Entre 1769 et 1777, le gouverneur Luis de Unzaga y Amézaga, le Conciliateur, promeut l'exploration et la colonisation des territoires de la rivière Arkansas, alors sous la juridiction de la vaste province de Louisiane, puisqu'elle assumait, d'une part le renforcement de la région frontalière du Mississippi contre une éventuelle attaque britannique, et d'autre part pour améliorer la connectivité entre la ville de Saint-Louis, juste fondée en 1767 par le marchand Gilbert Antoine de St. Maxent, avec San Antonio de Béjar au Texas; pour cela Luis de Unzaga y Amézaga aurait comme commandant du Carlos III de l'Arkansas Post ou Arkansas Post Athanase de Mézières, qui serait son agent dans les affaires avec les tribus Caddo (voir San Luis de los Cadodachos) avec les Amérindiens Quapaw, Osage et Túnica, avec lesquels Unzaga parviendra à entretenir de bonnes relations commerciales et de voisinage au point que pendant l'aide secrète que Luis de Unzaga y Amézaga apporta aux colons nord-américains entre 1775 et 1777, ces tribus servirent d'alliés du roi Carlos III et des intérêts des Bourbons, alliance franco-espagnole-italienne en faveur de la naissance des États-Unis.
Il forma un territoire dès 1819, mais ne devint État qu'en 1836. Il fit partie des États confédérés d'Amérique du 6 mai 1861 jusqu'à la fin de la guerre de Sécession en 1865. Washington a été la capitale de l’État d'Arkansas pour le compte de la Confédération de 1863 à 1865 alors que Little Rock était occupée par l'armée de l'Union.
Orval Faubus, gouverneur de l'Arkansas de 1955 à 1967, fut connu pour sa défense de la ségrégation raciale dans les écoles de Little Rock, la capitale de l'État.

## Subdivisions administratives

### Comtés
L'État de l'Arkansas est divisé en 75 comtés.

### Agglomérations

#### Aires métropolitaines et micropolitaines
Le Bureau de la gestion et du budget a défini huit aires métropolitaines et quatorze aires micropolitaines dans ou en partie dans l'État de l'Arkansas.
| Zone urbaine                             | Population (2010)  | Population (2013)  | Variation (2010-2013) | Rang national (2013) |
| ---------------------------------------- | ------------------ | ------------------ | --------------------- | -------------------- |
| Little Rock-North Little Rock-Conway, AR | 699 757            | 724 385            | 3,5 %                 | 75                   |
| Fayetteville-Springdale-Rogers, AR-MO    | 440 121 (463 204)  | 469 408 (491 966)  | 6,7 % (6,2 %)         | (106)                |
| Fort Smith, AR-OK                        | 187 692 (280 467)  | 188 982 (279 974)  | 0,7 % (-0,2 %)        | (165)                |
| Jonesboro, AR                            | 121 026            | 125 633            | 3,8 %                 | 312                  |
| Hot Springs, AR                          | 96 024             | 97 173             | 1,2 %                 | 358                  |
| Pine Bluff, AR                           | 100 258            | 95 815             | -4,4 %                | 361                  |
| Texarkana, TX-AR                         | 56 633 (149 198)   | 56 132 (149 619)   | -0,9 % (0,3 %)        | (274)                |
| Memphis, TN-MS-AR                        | 50 902 (1 324 829) | 49 746 (1 341 746) | -2,3 % (1,3 %)        | (41)                 |

| Zone urbaine           | Population (2010) | Population (2013) | Variation (2010-2013) | Rang national (2013) |
| ---------------------- | ----------------- | ----------------- | --------------------- | -------------------- |
| Russellville, AR       | 83 939            | 84 440            | 0,6 %                 | 59                   |
| Searcy, AR             | 77 076            | 78 483            | 1,8 %                 | 72                   |
| Harrison, AR           | 45 233            | 45 460            | 0,5 %                 | 256                  |
| Blytheville, AR        | 46 480            | 44 765            | -3,7 %                | 265                  |
| Paragould, AR          | 42 090            | 43 097            | 2,4 %                 | 277                  |
| Mountain Home, AR      | 41 513            | 40 957            | -1,3 %                | 300                  |
| El Dorado, AR          | 41 639            | 40 694            | -2,3 %                | 306                  |
| Batesville, AR         | 36 647            | 36 997            | 1,0 %                 | 355                  |
| Malvern, AR            | 32 923            | 33 500            | 1,8 %                 | 395                  |
| Camden, AR             | 31 488            | 30 243            | -4,0 %                | 422                  |
| Forrest City, AR       | 28 258            | 27 260            | -3,5 %                | 454                  |
| Magnolia, AR           | 24 552            | 24 164            | -1,6 %                | 478                  |
| Arkadelphia, AR        | 22 995            | 22 743            | -1,1 %                | 491                  |
| Helena-West Helena, AR | 21 757            | 20 399            | -6,2 %                | 513                  |

En 2010, 79,9 % des Arkansasais résidaient dans une zone à caractère urbain, dont 60,1 % dans une aire métropolitaine et 19,8 % dans une aire micropolitaine.

#### Aires métropolitaines combinées
Le Bureau de la gestion et du budget a également défini quatre aires métropolitaines combinées dans ou en partie dans l'État de l'Arkansas.
| Zone urbaine                      | Population (2010)  | Population (2013)  | Variation (2010-2013) | Rang national (2013) |
| --------------------------------- | ------------------ | ------------------ | --------------------- | -------------------- |
| Little Rock-North Little Rock, AR | 877 091            | 898 683            | 2,5 %                 | 59                   |
| Jonesboro-Paragould, AR           | 163 116            | 168 730            | 3,4 %                 | 142                  |
| Hot Springs-Malvern, AR           | 128 947            | 130 673            | 1,3 %                 | 151                  |
| Memphis-Forrest City, TN-MS-AR    | 79 160 (1 353 087) | 77 006 (1 369 006) | -2,7 % (1,2 %)        | (41)                 |

### Municipalités
L'État de l'Arkansas compte 502 municipalités, dont 14 de plus de 30 000 habitants.
| Rang | Municipalité      | Comté              | Population (2010) | Population (2013) | Variation (2010-2013) |
| ---- | ----------------- | ------------------ | ----------------- | ----------------- | --------------------- |
| 1    | Little Rock       | Pulaski            | 193 524           | 197 357           | 2,0 %                 |
| 2    | Fort Smith        | Sebastian          | 86 209            | 87 650            | 1,7 %                 |
| 3    | Fayetteville      | Washington         | 73 580            | 78 960            | 7,3 %                 |
| 4    | Springdale        | Washington, Benton | 69 797            | 75 229            | 7,8 %                 |
| 5    | Jonesboro         | Craighead          | 67 263            | 71 551            | 6,4 %                 |
| 6    | North Little Rock | Pulaski            | 62 304            | 66 075            | 6,1 %                 |
| 7    | Conway            | Faulkner           | 58 908            | 63 816            | 8,3 %                 |
| 8    | Rogers            | Benton             | 55 964            | 60 112            | 7,4 %                 |
| 9    | Pine Bluff        | Jefferson          | 49 083            | 46 094            | -6,1 %                |
| 10   | Bentonville       | Benton             | 35 301            | 40 167            | 13,8 %                |
| 11   | Hot Springs       | Garland            | 35 193            | 35 680            | 1,4 %                 |
| 12   | Benton            | Saline             | 30 681            | 33 155            | 8,1 %                 |
| 13   | Sherwood          | Pulaski            | 29 523            | 30 045            | 1,8 %                 |
| 14   | Texarkana         | Miller             | 29 919            | 30 016            | 0,3 %                 |

## Démographie

### Population

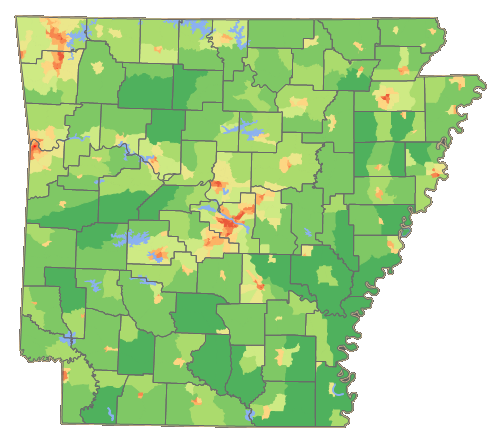
Densités de population en 2010 (en mille carré).

Pyramide des âges de l'Arkansas (2000).

Le Bureau du recensement des États-Unis estime la population de l'État de l'Arkansas à 3 011 524 habitants au 1er avril 2020, soit une hausse de 3,28 % depuis le recensement des États-Unis de 2010 qui tablait la population à 2 915 918 habitants. Depuis 2010, l'État connaît la 29e croissance démographique la plus soutenue des États-Unis.
Selon des projections démographiques publiées par l’AARP, l'Arkansas devrait atteindre une population de 3 850 237 habitants en 2060 si les tendances démographiques actuelles se poursuivent, soit une hausse de 31,8 % par rapport à 2010.
Avec 3 011 524 habitants en 2020, l'Arkansas était le 34e État le plus peuplé des États-Unis. Sa population comptait pour 0,90 % de la population du pays. Le centre démographique de l'État était localisé dans le sud du comté de Conway.
Avec 21,8 hab./km2 en 2020, l'Arkansas était le 34e État le plus dense des États-Unis.
Le taux d'urbains était de 56,2 % et celui de ruraux de 43,8 %. L'État comptait le 6e plus fort taux de ruraux du pays.
En 2010, le taux de natalité s'élevait à 13,2 ‰ (13,0 ‰ en 2012) et le taux de mortalité à 9,9 ‰ (10,2 ‰ en 2012). L'indice de fécondité était de 2,00 enfants par femme (1,97 en 2012). Le taux de mortalité infantile s'élevait à 7,3 ‰ (7,0 ‰ en 2012). La population était composée de 24,40 % de personnes de moins de 18 ans, 9,74 % de personnes entre 18 et 24 ans, 25,45 % de personnes entre 25 et 44 ans, 26,00 % de personnes entre 45 et 64 ans et 14,40 % de personnes de 65 ans et plus. L'âge médian était de 37,4 ans.
Entre 2010 et 2013, l'accroissement de la population (+ 43 457) était le résultat d'une part d'un solde naturel positif (+ 31 262) avec un excédent des naissances (125 153) sur les décès (93 891), et d'autre part d'un solde migratoire positif (+ 12 703) avec un excédent des flux migratoires internationaux (+ 9 617) et un excédent des flux migratoires intérieurs (+ 3 086).
Selon des estimations de 2013, 94,8 % des Arkansasais étaient nés dans un État fédéré, dont 62,2 % dans l'État de l'Arkansas et 32,6 % dans un autre État (14,7 % dans le Sud, 10,1 % dans le Midwest, 6,1 % dans l'Ouest, 1,7 % dans le Nord-Est), 0,7 % étaient nés dans un territoire non incorporé ou à l'étranger avec au moins un parent américain et 4,5 % étaient nés à l'étranger de parents étrangers (63,4 % en Amérique latine, 24,6 % en Asie, 7,2 % en Europe, 2,2 % en Afrique, 2,0 % en Amérique du Nord, 0,7 % en Océanie). Parmi ces derniers, 32,6 % étaient naturalisés américain et 67,4 % étaient étrangers,.
Selon des estimations de 2012 effectuées par le Pew Hispanic Center, l'État comptait 60 000 immigrés illégaux, soit 2,1 % de la population.

### Composition ethno-raciale et origines ancestrales
Selon le recensement des États-Unis de 2010, la population était composée de 77,00 % —2 245 229 personnes— de Blancs, 15,43 % —449 895 personnes— de Noirs, 1,96 % —57 010 personnes— de Métis, 1,24 % —36 102 personnes— d'Asiatiques, 0,76 % —22 248 personnes— d'Amérindiens, 0,20 % —5 863 personnes— d'Océaniens et 3,41 % —99 571 personnes— de personnes n'entrant dans aucune de ces catégories.
Les Métis se décomposaient entre ceux revendiquant deux races (1,86 %), principalement blanche et amérindienne (0,72 %) et blanche et noire (0,46 %), et ceux revendiquant trois races ou plus (0,09 %).
Les non-hispaniques représentaient 93,62 % —2 729 868 personnes— de la population avec 74,54 % —2 173 469 personnes— de Blancs, 15,33 % —447 102 personnes— de Noirs, 1,57 % —45 837 personnes— de Métis, 1,22 % —35 647 personnes— d'Asiatiques, 0,69 % —20 183 personnes— d'Amérindiens, 0,19 % —5 509 personnes— d'Océaniens et 0,07 % —2 121 personnes— de personnes n'entrant dans aucune de ces catégories, tandis que les Hispaniques comptaient pour 6,38 % —186 050 personnes— de la population, principalement des personnes originaires du Mexique (4,74 %) et du Salvador (0,51 %).
En 2010, l'Arkansas avait la 8e plus forte proportion d'Océaniens des États-Unis.
|                                         | 1940  | 1950  | 1960  | 1970  | 1980  | 1990  | 2000  | 2010  |
| --------------------------------------- | ----- | ----- | ----- | ----- | ----- | ----- | ----- | ----- |
| Blancs                                  | 75,21 | 77,59 | 78,13 | 81,42 | 82,68 | 82,73 | 80,00 | 77,00 |
| ———Non hispaniques                      |       |       |       |       | 82,22 | 82,23 | 78,56 | 74,54 |
| Noirs                                   | 24,76 | 22,34 | 21,77 | 18,33 | 16,35 | 15,91 | 15,67 | 15,43 |
| ———Non hispaniques                      |       |       |       |       |       | 15,86 | 15,58 | 15,33 |
| Asiatiques (et Océaniens jusqu'en 1980) | 0,02  | 0,04  | 0,06  | 0,10  | 0,29  | 0,52  | 0,76  | 1,24  |
| ———Non hispaniques                      |       |       |       |       |       |       | 0,74  | 1,22  |
| Autres                                  | 0,01  | 0,03  | 0,04  | 0,15  | 0,68  | 0,84  | 3,57  | 6,33  |
| ———Non hispaniques                      |       |       |       |       |       |       | 1,87  | 2,53  |
| Hispaniques (toutes ethnies confondues) |       |       |       |       | 0,78  | 0,85  | 3,25  | 6,38  |

En 2013, le Bureau du recensement des États-Unis estime la part des non hispaniques à 93,1 %, dont 73,6 % de Blancs, 15,6 % de Noirs, 2,0 % de Métis et 1,3 % d'Asiatiques, et celle des Hispaniques à 6,9 %.
L'Arkansas connaît depuis le début des années 1990 une baisse continue de la part de la population blanche non hispanique au sein de la population totale en raison notamment d'une immigration importante en provenance de l'Amérique latine, d’un âge médian plus élevé (41,1 ans) que les autres populations (23,5 ans pour les Hispaniques, 30,7 ans pour les Noirs, 31,1 ans pour les Asiatiques), d'une natalité plus faible (11,0 ‰ en 2010) que les autres populations (26,2 ‰ pour les Hispaniques, 16,0 ‰ pour les Noirs, 13,1 ‰ pour les Asiatiques) et d'une augmentation substantielle des unions mixtes.
En 2010, les Blancs non hispaniques ne représentaient plus que 62,7 % des enfants de moins de 5 ans (18,5 % pour les Noirs, 12,5 % pour les Hispaniques, 3,7 % pour les Métis et 1,3 % pour les Asiatiques) et 62,1 % des enfants de moins de 1 an (18,6 % pour les Noirs, 12,7 % pour les Hispaniques, 3,9 % pour les Métis et 1,2 % pour les Asiatiques).
Selon des projections démographiques publiées par l’AARP, les Blancs non hispaniques constitueront 59,3 % de la population de l’État en 2060 si les tendances démographiques actuelles se poursuivent.
En 2000, les Arkansasais s'identifiaient principalement comme étant d'origine américaine (15,9 %), irlandaise (9,5 %), allemande (9,3 %) et anglaise (7,9 %).
En 2000, l'État avait la 5e plus forte proportion de personnes d'origine américaine.
L'État abrite la 33e communauté arabe des États-Unis. Selon des estimations du Bureau du recensement des États-Unis, l’État comptait 8 681 Arabes en 2013, soit 0,3 % de la population, principalement des Syriens (1 762) et des Libanais (1 374).
L'État abrite également la 44e communauté juive des États-Unis. Selon le North American Jewish Data Bank, l'État comptait 1 725 Juifs en 2013 (3 030 en 1971), soit 0,1 % de la population. Ils se concentraient essentiellement dans l'agglomération de Little Rock-North Little Rock-Conway (1 100).
L'État abrite enfin la 23e communauté amish des États-Unis. Selon le Young Center for Anabaptist and Pietist Studies, l'État comptait 270 Amish en 2013 (0 en 1992) répartis dans 2 implantations,.
L’État abritait en 2013 une population noire assez homogène, composée principalement de descendants d’esclaves déportés sur le sol américain entre le début du XVIIe siècle et le début du XIXe siècle (97,0 %) mais aussi d’Africains subsahariens (1,7 %), de Caribéens non hispaniques (0,7 %) et d’Hispaniques (0,6 %).
Le Bureau du recensement des États-Unis estimait le nombre d’Africains subsahariens à 7 808, soit 0,3 % de la population, et celui des Caribéens non hispaniques à 3 175, soit 0,1 % de la population, principalement des personnes originaires des Antilles néerlandaises (1 851).
Les Hispaniques étaient principalement originaires du Mexique (74,3 %) et du Salvador (8,1 %). Composée à 38,6 % de Blancs, 6,0 % de Métis, 1,5 % de Noirs, 1,1 % d'Amérindiens, 0,2 % d'Asiatiques, 0,2 % d'Océaniens et 52,4 % de personnes n'entrant dans aucune de ces catégories, la population hispanique représentait 19,6 % des Métis, 9,3 % des Amérindiens, 6,0 % des Océaniens, 3,2 % des Blancs, 1,3 % des Asiatiques, 0,6 % des Noirs et 97,9 % des personnes n'entrant dans aucune de ces catégories.
L'État avait la 9e plus forte proportion de personnes originaires du Salvador (0,51 %).
Les Asiatiques s'identifiaient principalement comme étant Indiens (22,1 %), Viêts (15,3 %), Chinois (14,3 %), Philippins (10,9 %), Laotiens (10,8 %), Coréens (6,3 %), Hmongs (5,7 %) et Japonais (3,1 %).
L'État avait la 9e plus forte proportion de Laotiens (0,13 %).
Les Amérindiens s'identifiaient principalement comme étant Cherokees (38,9 %) et Chactas (12,1 %).
Les Océaniens s'identifiaient principalement comme étant Marshallais (70,3 %), Hawaïens (9,2 %), Chamorros (7,5 %) et Samoans (3,0 %).
L'État comptait le 2e plus grand nombre de Marshallais (4 121), soit 20,8 % de la population marshallaise américaine, concentrés essentiellement dans la ville de Springdale (3 603).
Les Métis se décomposaient entre ceux revendiquant deux races (95,2 %), principalement blanche et amérindienne (36,9 %), blanche et noire (23,7 %), blanche et autre (13,4 %) et blanche et asiatique (10,5 %), et ceux revendiquant trois races ou plus (4,8 %).
| 1810  | 1820   | 1830   | 1840   | 1850    | 1860    |
| ----- | ------ | ------ | ------ | ------- | ------- |
| 1 062 | 14 273 | 30 388 | 97 574 | 209 897 | 435 450 |

| 1870    | 1880    | 1890      | 1900      | 1910      | 1920      |
| ------- | ------- | --------- | --------- | --------- | --------- |
| 484 471 | 802 525 | 1 128 211 | 1 311 564 | 1 574 449 | 1 752 204 |

| 1930      | 1940      | 1950      | 1960      | 1970      | 1980      |
| --------- | --------- | --------- | --------- | --------- | --------- |
| 1 854 482 | 1 949 387 | 1 909 511 | 1 786 272 | 1 923 295 | 2 286 435 |

| 1990      | 2000      | 2010      | - | - | - |
| --------- | --------- | --------- | - | - | - |
| 2 350 725 | 2 673 400 | 2 915 918 | - | - | - |

### Religions
| Religion                    | Arkansas | États-Unis |
| --------------------------- | -------- | ---------- |
| Protestantisme évangélique  | 46       | 25,4       |
| Protestantisme traditionnel | 16       | 14,7       |
| Non affiliés                | 13       | 15,8       |
| Églises afro-américaines    | 8        | 6,5        |
| Catholicisme                | 8        | 20,8       |
| Agnosticisme                | 3        | 4,0        |
| Athéisme                    | 2        | 3,1        |
| Islam                       | 2        | 0,9        |
| Mormonisme                  | 1        | 1,6        |
| Autres                      | 1        | 7,2        |

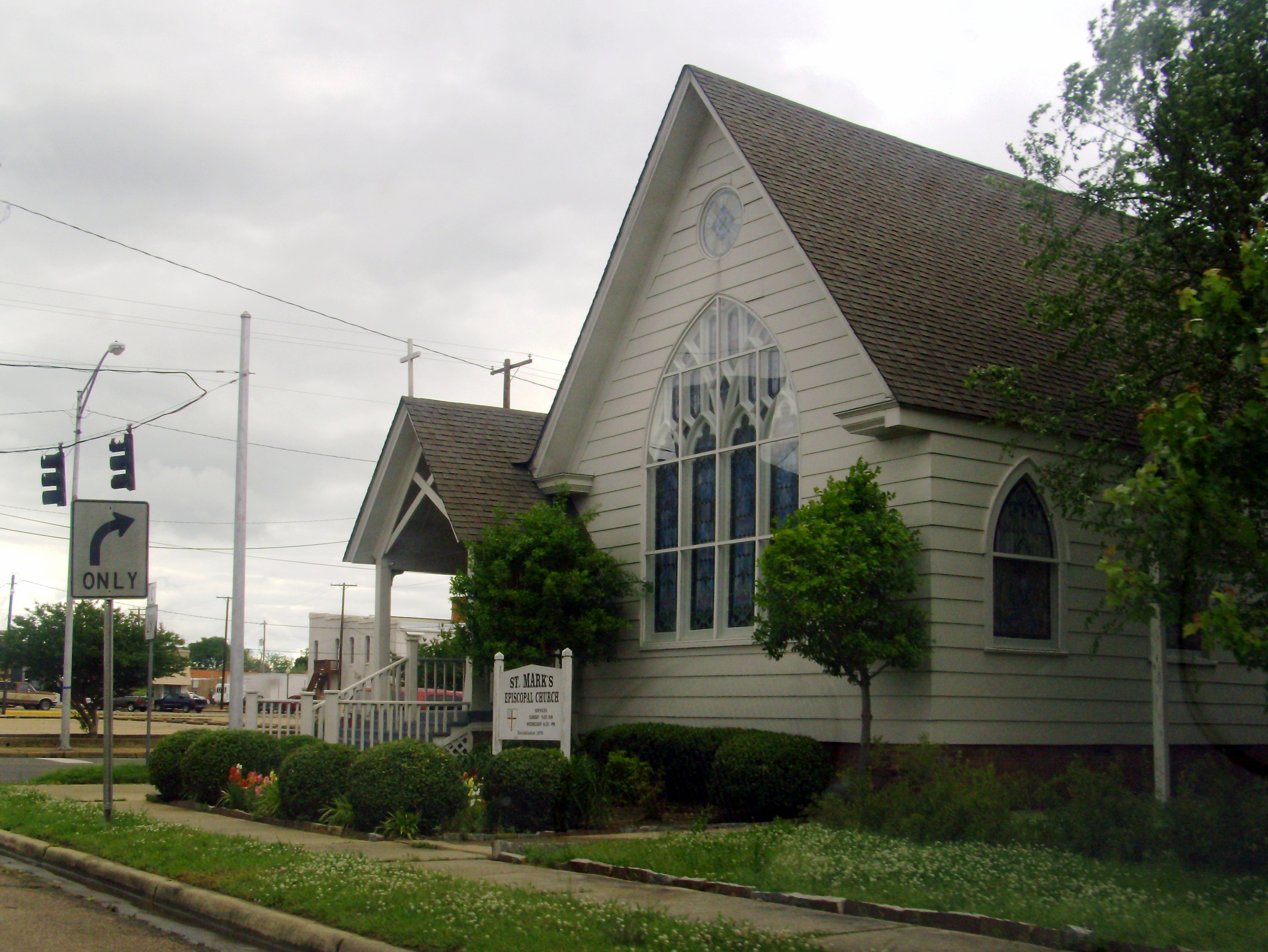
L'église anglicane St. Mark's située à Hope.

Selon l'institut de sondage The Gallup Organization, en 2015, 52 % des habitants de l'Arkansas se considèrent comme « très religieux » (40 % au niveau national), 30 % comme « modérément religieux » (29 % au niveau national) et 18 % comme « non religieux » (31 % au niveau national).

### Langues
| Langue   | 1980    | 1990    | 2000    | 2010    | 2016    |
| -------- | ------- | ------- | ------- | ------- | ------- |
| Anglais  | 98,15 % | 97,22 % | 95,07 % | 93,39 % | 92,88 % |
| Espagnol | 0,63 %  | 1,25 %  | 3,31 %  | 4,82 %  | 5,14 %  |
| Autres   | 1,22 %  | 1,53 %  | 1,62 %  | 1,79 %  | 1,88 %  |

## Politique
| Gouvernement de l'Arkansas | Gouvernement de l'Arkansas | Gouvernement de l'Arkansas | Gouvernement de l'Arkansas | Gouvernement de l'Arkansas | Gouvernement de l'Arkansas | Gouvernement de l'Arkansas | Gouvernement de l'Arkansas | Gouvernement de l'Arkansas | Gouvernement de l'Arkansas | Gouvernement de l'Arkansas | Gouvernement de l'Arkansas | Gouvernement de l'Arkansas       | Gouvernement de l'Arkansas       | Législature d'État        | Législature d'État | Congrès fédéral           | Congrès fédéral |
| Gouverneur                 | Gouverneur                 | Lieutenant-gouverneur      | Lieutenant-gouverneur      | Secrétaire d'État          | Secrétaire d'État          | Procureur général          | Procureur général          | Auditeur                   | Auditeur                   | Trésorier                  | Trésorier                  | Commissaire des Terres de l'État | Commissaire des Terres de l'État | Chambre des représentants | Sénat              | Chambre des représentants | Sénat           |
| -------------------------- | -------------------------- | -------------------------- | -------------------------- | -------------------------- | -------------------------- | -------------------------- | -------------------------- | -------------------------- | -------------------------- | -------------------------- | -------------------------- | -------------------------------- | -------------------------------- | ------------------------- | ------------------ | ------------------------- | --------------- |
|                            | Asa Hutchinson (R)         |                            | Tim Griffin (R)            |                            | John Thurston(R)           |                            | Leslie Rutledge (R)        |                            | Andrea Lea (R)             |                            | Dennis Milligan (R)        |                                  | Tommy Land (R)                   | D : 24 R : 76             | D : 9 R : 26       | R : 4                     | R : 2           |

Autrefois État sécessionniste, l'Arkansas a été un État ségrégationniste jusqu'à la fin des années 1960. C'est aujourd'hui un État populaire, très conservateur et de tradition démocrate au niveau local. Les démocrates ont longtemps dominé l'État. Nombre d'entre eux se reconnaissent toujours sous l'intitulé de Dixiecrat (démocrate du sud, ultra-conservateur).
L'État a cependant opéré un fort virage en faveur des républicains au cours des années 2000. Le nord-ouest de l'État (à l'exception de Fayetteville) et les banlieues de Little Rock sont les régions les plus républicaines de l'Arkansas. Le reste de l'État est rural et conservateur ; ces anciens territoires démocrates sont peu à peu devenus républicains, notamment lors des scrutins nationaux. Les derniers bastions démocrates sont la capitale de l'État, Little Rock, et les comtés majoritairement afro-américains du Delta de l'Arkansas (en).
L'Arkansas est l'un des États américains à avoir interdit le mariage homosexuel à la suite d'un référendum (75 % des suffrages). L'article 19 de la constitution de l'Arkansas, quoique inapplicable, spécifie notamment que les Athées ne peuvent exercer de fonctions publiques ou être témoin en justice.

### Politique nationale

#### Élections présidentielles
| Année | Républicain       | Démocrate         |
| --- | ----------------- | ----------------- |
| 1960 | 43,06 % (184 508) | 50,19 % (215 049) |
| 1964 | 43,41 % (243 264) | 56,06 % (314 197) |
| 1968* | 31,01 % (189 062) | 30,33 % (184 901) |
| 1972 | 68,82 % (445 751) | 30,71 % (198 899) |
| 1976 | 34,93 % (268 753) | 64,94 % (499 614) |
| 1980 | 48,13 % (403 164) | 47,52 % (398 041) |
| 1984 | 60,47 % (534 774) | 38,29 % (338 646) |
| 1988 | 56,37 % (466 578) | 42,19 % (349 237) |
| 1992 | 35,48 % (337 324) | 53,21 % (505 823) |
| 1996 | 36,80 % (325 416) | 53,74 % (475 171) |
| 2000 | 51,31 % (472 940) | 45,86 % (422 768) |
| 2004 | 54,31 % (572 898) | 44,55 % (469 953) |
| 2008 | 58,72 % (638 017) | 38,86 % (422 310) |
| 2012 | 60,57 % (647 744) | 36,88 % (394 409) |
| 2016 | 60,57 % (684 872) | 33,65 % (380 494) |
| *Élection remportée en Arkansas par George Wallace de l'American Independent Party, avec 38,65 % des voix soit 235 627 votes |                   |                   |

Acquis aux démocrates depuis les premières élections présidentielles à s'être tenues dans l'Arkansas en 1836, les électeurs de l'État avaient plébiscité la candidature du démocrate sudiste John Breckinridge lors des élections de 1860 (53,06 %) devant le candidat de l'union constitutionnel John Bell (37,05 %) et devant le candidat démocrate national Stephen A. Douglas (9,89 %). État sécessionniste, l'Arkansas ne participe pas aux élections de 1864.
En 1868 et 1872, le républicain Ulysses S. Grant y obtient la majorité du vote populaire grâce aux voix des militaires yankees et des esclaves libérés alors que les anciens confédérés n'ont pas encore recouvré la totalité de leurs droits civiques.
De 1876 à 1964, chaque candidat démocrate y remporte une large majorité, parfois supérieure à 70 ou 80 % des voix. En 1968, le candidat Dixiecrat George Wallace s'impose avec 38,65 % des voix devant le républicain Richard Nixon (31,01 %) et devant le candidat officiel du parti démocrate, Hubert Humphrey (30,33 %).
En 1972, Richard Nixon est le premier candidat républicain à gagner l'Arkansas. Depuis cette date, les électeurs de l'État votent plutôt pour des candidats républicains à moins que le candidat démocrate ne soit le seul à être issu de l'un des États de la région. Ainsi, les deux seuls candidats démocrates à y avoir obtenu la majorité des suffrages sont deux sudistes. Le premier, en 1976, est Jimmy Carter, gouverneur de l'État sudiste de Géorgie mais qui sera battu par le républicain Ronald Reagan 4 ans plus tard. Le second est le démocrate Bill Clinton, par ailleurs gouverneur de l'Arkansas, qui y obtient la majorité des voix en 1992 et 1996. L'Arkansas est d'ailleurs en 1992 le seul État américain à donner la majorité absolue de ses suffrages à Bill Clinton.
En 2004, le président George W. Bush, républicain et texan, y obtient 54,31 % des suffrages contre 44,55 % au candidat démocrate John Kerry. En 2008, le républicain John McCain de l'Arizona s'impose avec 58,72 % des voix face au démocrate Barack Obama de l'Illinois (38,86 %). Ce fut alors l'un des rares États, avec la Louisiane, le Tennessee, l'Oklahoma et la Virginie-Occidentale à augmenter le score des républicains par rapport à l'élection de 2004.
Lors de l'élection présidentielle de 2016, le républicain Donald Trump remporte l’Arkansas avec 60,6 % des voix contre 33,7 % des votes à la démocrate Hillary Clinton.

#### Représentation fédérale
Au niveau fédéral, lors du 114e congrès de 2015-2017, la délégation de l'Arkansas au Congrès des États-Unis est entièrement républicaine, composée des sénateurs John Boozman et Tom Cotton, et des quatre représentants Rick Crawford, French Hill, Bruce Westerman et Steve Womack.

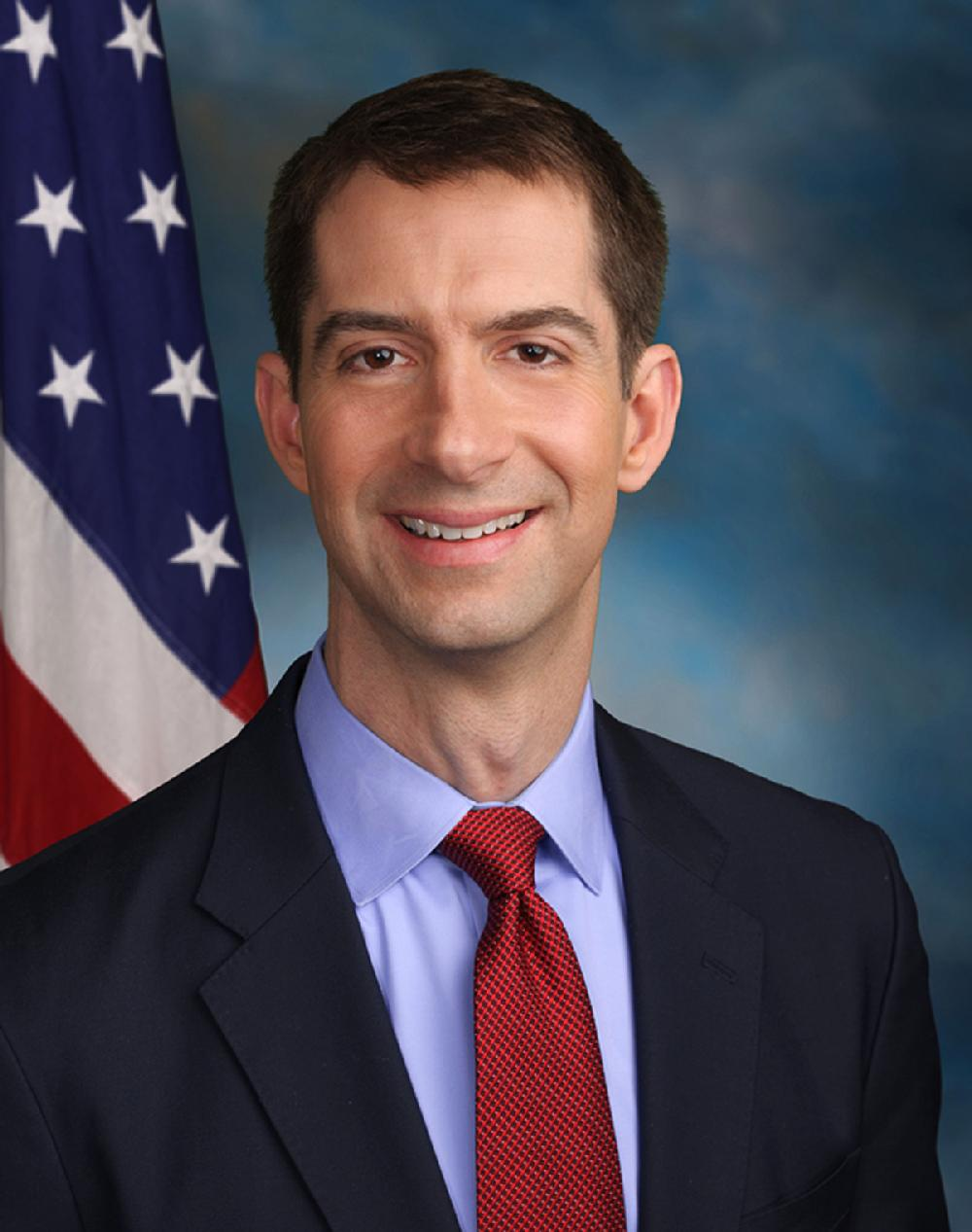
Tom Cotton, sénateur depuis 2015.
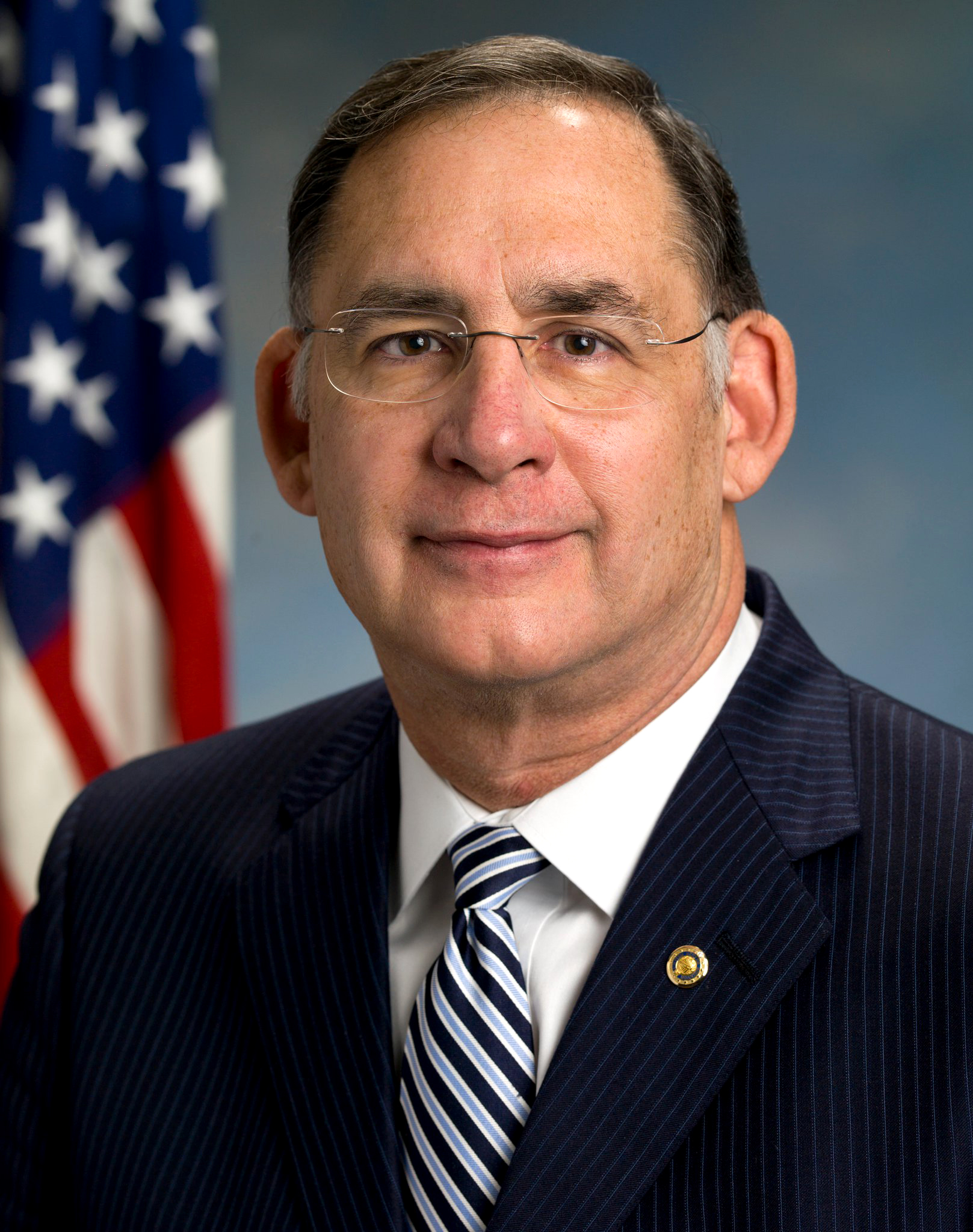
Le Sénateur John Boozman, sénateur depuis 2011.

### Politique locale

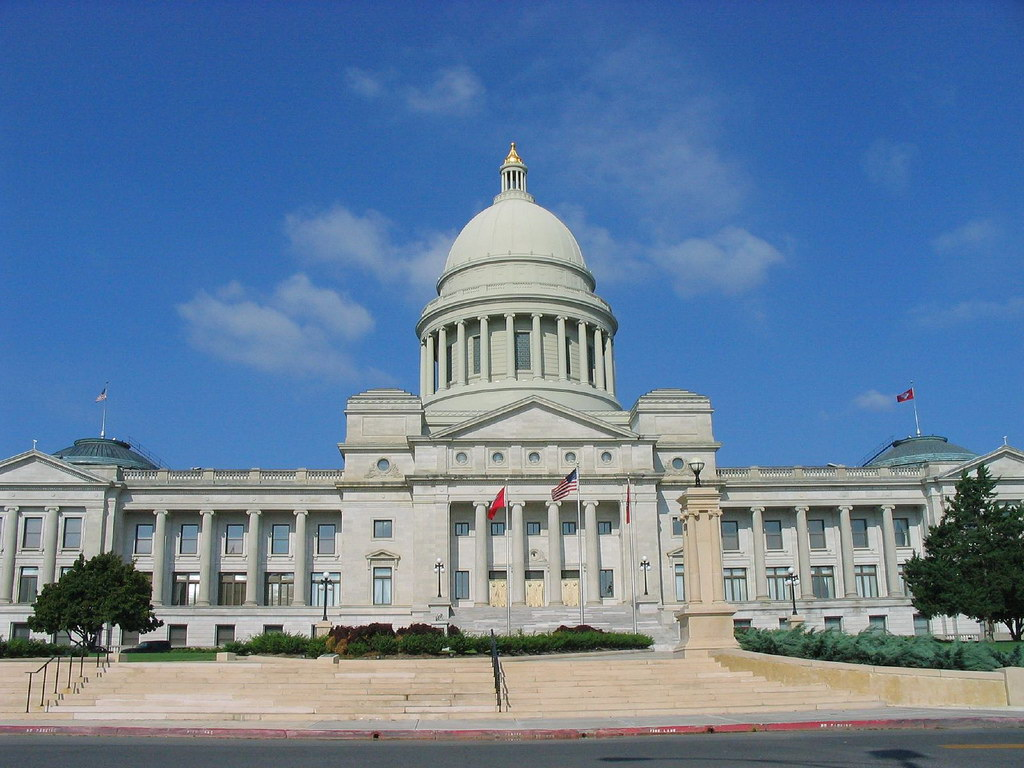
Capitole de l'Arkansas.

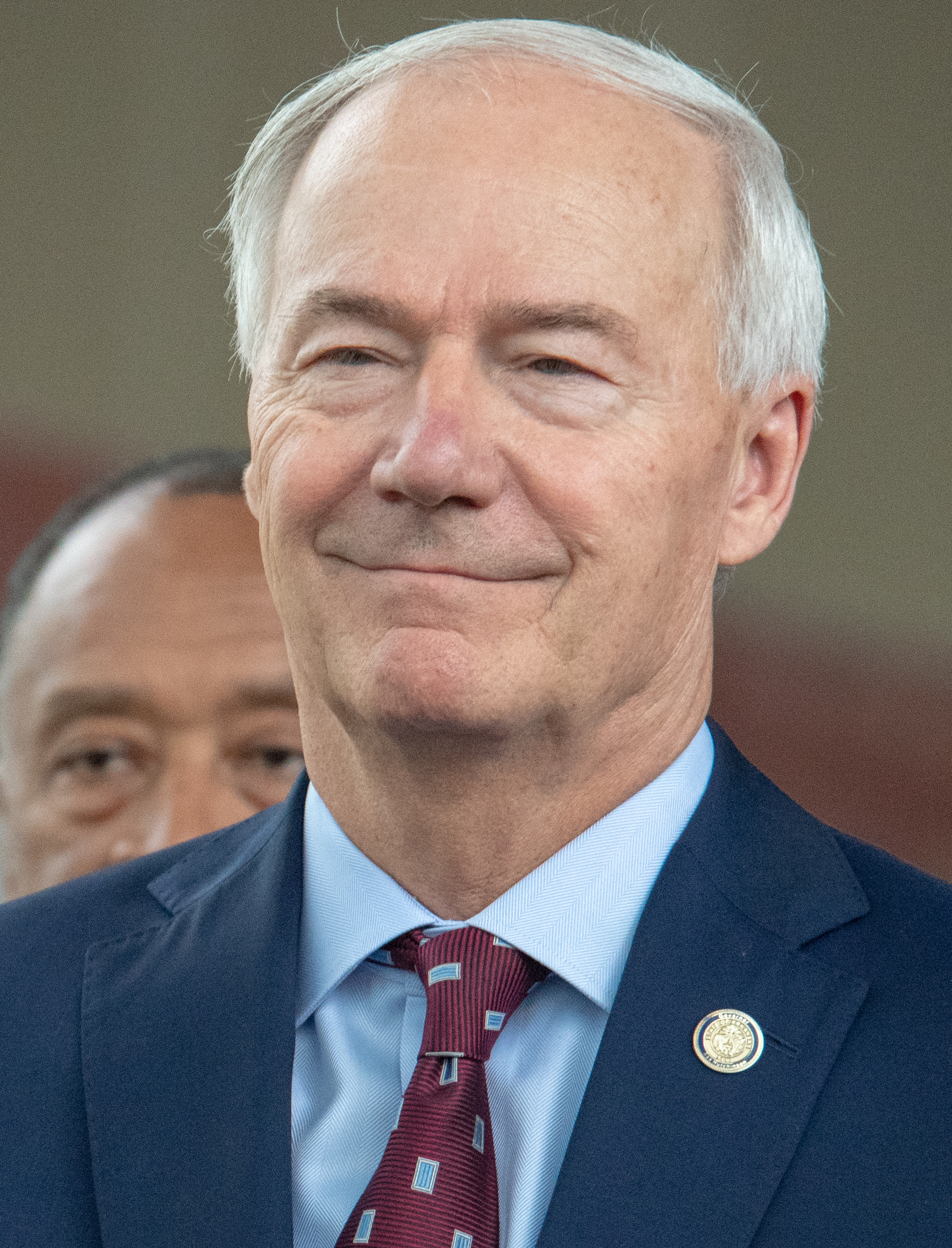
Le gouverneur de l'Arkansas de 2015 à 2023, Asa Hutchinson.

Le gouverneur de l'Arkansas détient le pouvoir exécutif dans l'État en plus d'être le plus haut bureau de l'État de l’Arkansas.
Depuis 2015, le gouverneur de l'Arkansas est le républicain Asa Hutchinson, élu en novembre 2014 par 55,44 % des voix face au démocrate Mike Ross. Le lieutenant-gouverneur depuis la même date est le républicain Tim Griffin.
État du Sud autrefois esclavagiste puis ségrégationniste, l'Arkansas a une longue tradition de gouverneurs démocrates conservateurs dont l'un des plus emblématiques est le Dixiecrat Orval Faubus.
En 1967, Winthrop Rockefeller devient le premier gouverneur républicain de l'Arkansas depuis 1874 et la fin de la période de reconstruction qui a suivi la guerre de Sécession.
En 1996, Mike Huckabee est le troisième gouverneur républicain de l'Arkansas. Il accède à cette fonction en tant que lieutenant-gouverneur à la suite de la démission du gouverneur démocrate Jim Guy Tucker, accusé de félonie dans le cadre du scandale Whitewater. Huckabee est par la suite candidat aux élections primaires républicaines pour l'élection présidentielle américaine de 2008.
Au niveau local, l'Assemblée générale de l'Arkansas a longtemps été contrôlée par les démocrates depuis les années 1870. Mais à partir de 2013, les républicains deviennent majoritaires. Lors de la législature 2017-2019, le Sénat de 35 membres est composé de 24 républicains et 11 démocrates tandis que la Chambre des représentants de 100 élus est composée de 76 républicains et 24 démocrates.
Les républicains sont plutôt dominants dans les villes et comtés nord et nord-ouest de l'État, comme Fort Smith, Bentonville et Mountain Home.
L’État adopte en mars 2021 une loi interdisant l’avortement, y compris en cas de viol ou d’inceste. La seule exception prévue est pour « sauver la vie de la mère lors d’une urgence médicale ». La loi devrait cependant être jugée anticonstitutionnelle par la Cour suprême.

## Économie
L'Arkansas reste un État agricole. Les productions sont variées, l'État produit du soja, du coton, du riz, et se spécialise dans l'arboriculture et l'élevage de poulets. Cependant, les ressources en bauxite (presque épuisées), en pétrole et en gaz ont accéléré l'industrialisation : papeteries, scieries, usines métallurgiques (aluminium), textiles.
Actuellement, de grands sièges sociaux se trouvent en Arkansas, notamment Walmart, Tyson, et J.B. Hunt. Ils se trouvent principalement au nord-ouest de l'État. Grâce à ces sociétés, le nord-ouest devient chaque année plus riche et plus peuplé.
L'Arkansas adopte en 2023 une loi facilitant le travail des enfants, ce qui fait de cet État le premier à contourner la législation de 1938 interdisant le travail des enfants.

## Culture

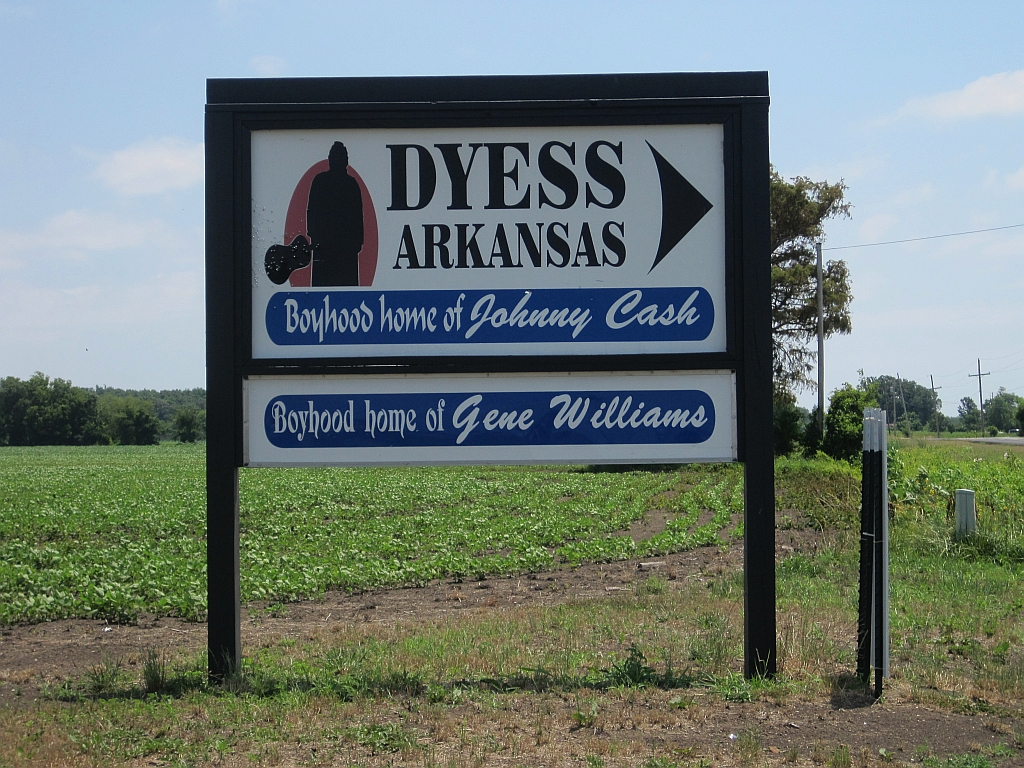
En Arkansas, la petite ville de Dyess, l'État natal du célèbre chanteur folk et country Johnny Cash.
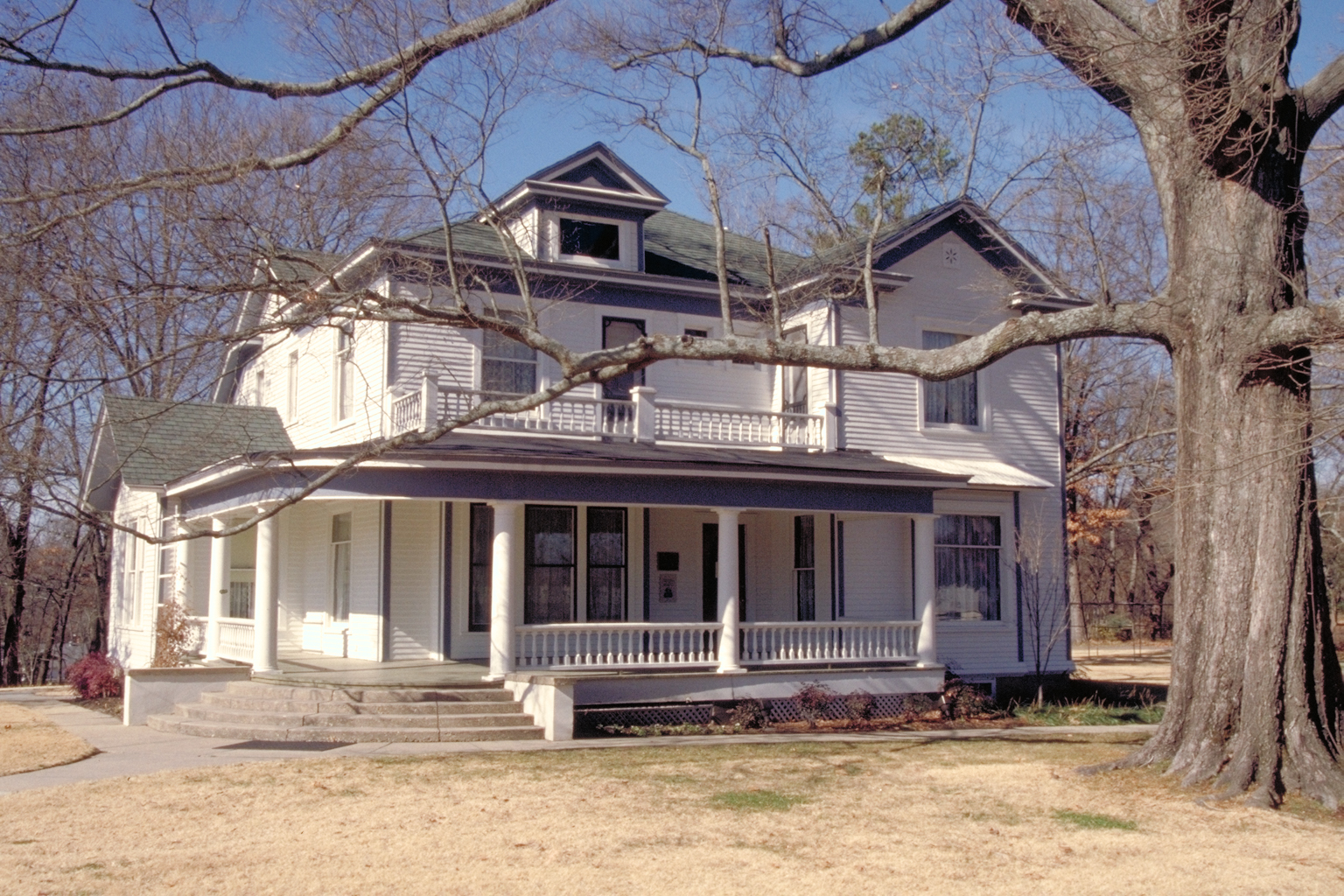
Maison d'Ernest Hemingway à Piggott dans l'Arkansas.

La sitcom du début des années 1990, Evening Shade (en), se déroule dans l'Arkansas.